# Fritz Bennöder
Fritz Bennöder war ein deutscher Fußballspieler und Fußballtrainer. Er trainierte u. a. Schweinfurt 05.

## Leben
Bennöder spielte in den Jahren des Ersten Weltkriegs bis hinein in die 1920er Jahre als Verteidiger sieben Jahre für den SV Eintracht 04 und acht Jahre für den SC Wacker in Leipzig in der Gauliga Nordwestsachsen. In den Statistiken wird er 1916 erstmals erwähnt. Mit Eintracht Leipzig gewann er die mitteldeutsche Fußballmeisterschaft 1915/16.
Bennöder absolvierte insgesamt 753 Ligaspiele, spielte dreimal für die Auswahl des Verbandes Mitteldeutscher Ballspiel-Vereine (VMBV), achtmal für die Gauauswahl Nordwestsachsen sowie siebenmal in der Leipziger Stadtauswahl. Damit gehörte er nach Fuge zu den „50 erfolgreichsten repräsentativen Spieler“ des Gaus Nordwestsachsen.
Nach seiner aktiven Zeit in Leipzig arbeitete Bennöder für Viktoria 96 bzw. Germania Magdeburg; danach für den Polizeisportverein Chemnitz und Duisburg 99. Nach seiner Tätigkeit im Rheinland kehrte er als Trainer zu Leipziger Vereinen zurück. Zudem war er zeitweise für den Riesaer Sportverein als sportlicher Berater tätig.
Von Juli 1934 bis April 1935 trainierte er Schweinfurt 05. Der Verein spielte damals in der Gauliga Bayern.
1937 war er Sportlehrer beim BC Hartha, mit dem er in der Deutschen Meisterschaft u. a. gegen den Hamburger SV spielte.